# Glemsmühlen

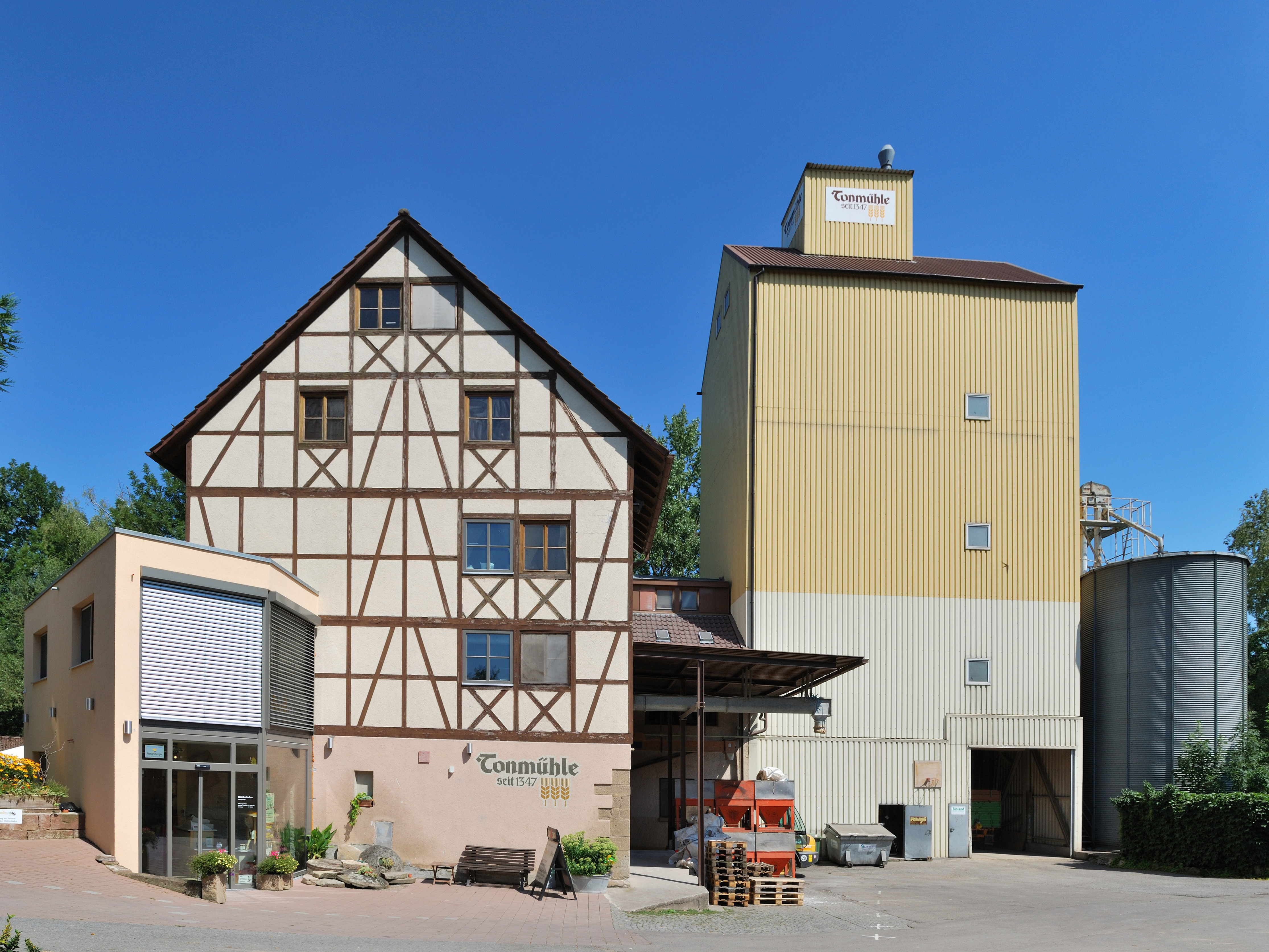
Die Tonmühle in Ditzingen

Die Glemsmühlen sind oder waren Mühlen an der Glems in Baden-Württemberg.
Am Enz-Nebenfluss Glems entstanden im Laufe der Jahrhunderte vielerorts Mühlen, die ersten urkundlichen Erwähnungen stammen aus dem 12. Jahrhundert. Ursprünglich wurden sie von Wasserrädern angetrieben, die Anfang des 20. Jahrhunderts größtenteils durch Turbinen ersetzt wurden.
Einige der Getreidemühlen laufen heute noch, andere wurden im 20. Jahrhundert zu Wohnhäusern umgebaut oder vollständig abgerissen. Mancherorts wird noch nach alter Tradition Mehl aus Getreide der Region gemahlen. Oft kann der Besucher in einem dazugehörigen Laden einkaufen oder nach Vereinbarung an einer Besichtigung teilnehmen.
In den letzten Jahren beteiligten sich einige der Glemsmühlen an überregionalen Projekten, etwa im September 2004 am Tag des offenen Denkmals oder im Juli 2009 am Projekt „Die Wasser des Neckar“ der Region Stuttgart. In den Räumen der beteiligten Mühlen fanden an diesen Tagen kulturelle Veranstaltungen statt und es wurde Führungen angeboten.

## Glemsmühlenweg

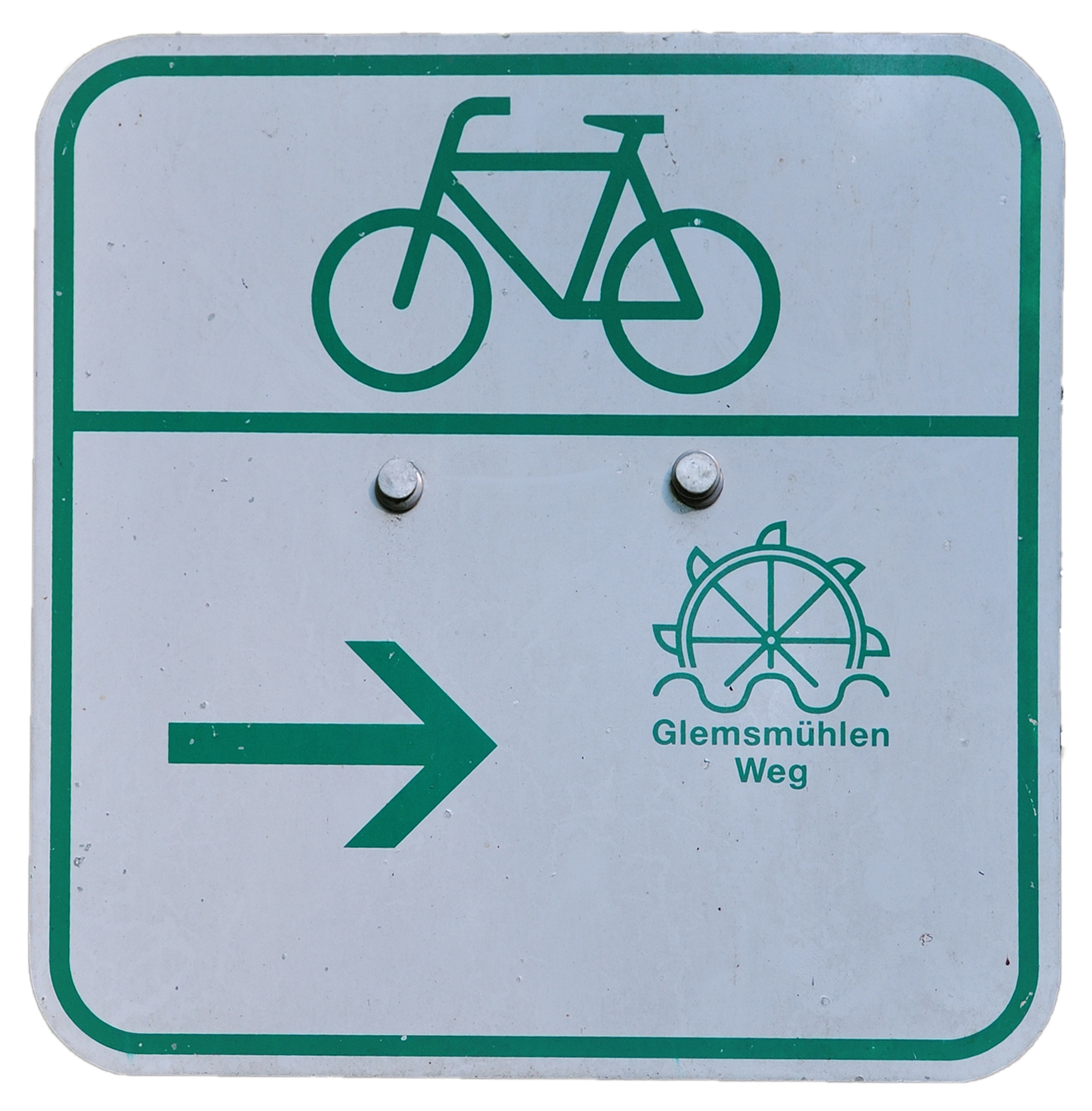
Wegweiser am Glemsmühlenweg

Die Arbeitsgemeinschaft „Grünes Strohgäu“ hat entlang der Glems einen Mühlenweg eingerichtet, um das Naherholungsangebot in der Region Stuttgart zu verbessern und speziell, um die Attraktivität des Glemstals zu erhöhen und die Geschichte der Mühlen und deren ehemals große Bedeutung darzustellen. Die offizielle Eröffnung fand am 17. Juni 2001 statt. Der Weg führt vorbei an 19 Mühlen. An jeder ist eine Informationstafel aufgestellt, die einen Einblick in die Geschichte der jeweiligen Mühle bietet.
Der Rad- und Wanderweg führt von Glemseck bei Leonberg auf ca. 40 km durch das naturnahe Glemstal über Ditzingen, Korntal-Münchingen, Hemmingen und Schwieberdingen bis nach Markgröningen-Unterriexingen, wo die Glems in die Enz mündet. Der Weg ist durchgehend ausgeschildert. Die Strecke verläuft überwiegend auf asphaltierten Wegen, teilweise auf befestigten Waldwegen oder Schotterwegen. Mit Ausnahme des starken Anstiegs bei Talhausen kurz vor der Glemsmündung gibt es keine größeren Steigungen zu überwinden. Zwischen Talhausen und Unterriexingen gibt es auch einen ufernahen Wanderweg ohne Steigungen, der aber nicht fürs Rad taugt. Die Tour eignet sich für jede Altersgruppe, kann in beiden Richtungen befahren und auch von Untrainierten an einem Tag bewältigt werden. In Unterriexingen hat man Anschluss an den ebenfalls ausgeschilderten Enztal-Radweg. Linkerhand gehalten (Richtung Vaihingen/Enz), ist es möglich, die Glemsmündung einzusehen.

## Liste der Glemsmühlen
Aufgeführt sind in talabwärtiger Richtung sowohl noch bestehende als auch abgegangene Mühlen.
: Die mit einem x markierten Mühlen sind Stationen auf dem Glemsmühlenradweg
| Name der Mühle              | Gemeinde/Stadt  | Landkreis   | Heutiger Zustand                                            | Station auf Glemsmühlenweg |
| --------------------------- | --------------- | ----------- | ----------------------------------------------------------- | -------------------------- |
| Glitzen- oder Rot(h)enmühle | Leonberg        | Böblingen   | Nichts mehr vorhanden                                       |                            |
| Lahrensmühle                | Leonberg        | Böblingen   | Gebäude dient als Wohnhaus                                  | x                          |
| Schweizermühle              | Leonberg        | Böblingen   | 1929 abgebrannt, nichts mehr vorhanden                      |                            |
| Clausenmühle                | Leonberg        | Böblingen   | Gebäude wird als Bauernhaus genutzt                         | x                          |
| Gässles- oder Marxenmühle   | Leonberg        | Böblingen   | 1923 abgebrannt, nichts mehr vorhanden                      |                            |
| Felsensägmühle              | Leonberg        | Böblingen   | Gebäude dient als Wohnhaus                                  | x                          |
| Scheffelmühle               | Höfingen        | Böblingen   | Gebäude wird als Atelier genutzt                            | x                          |
| Tilgshäusles Mühle          | Höfingen        | Böblingen   | Gebäude wird als Glaserei genutzt                           |                            |
| Fleischmühle                | Höfingen        | Böblingen   | Mühle in Betrieb                                            | x                          |
| Tonmühle                    | Ditzingen       | Ludwigsburg | Mühle in Betrieb                                            | x                          |
| Zechlesmühle                | Ditzingen       | Ludwigsburg | Mühle in Betrieb                                            | x                          |
| Sägmühle                    | Ditzingen       | Ludwigsburg | 1974 abgebrochen, nichts mehr vorhanden                     |                            |
| Roten- oder Hechtmühle      | Ditzingen       | Ludwigsburg | Gebäude dient als Wohn- und Lagerhaus                       |                            |
| Schlossmühle                | Ditzingen       | Ludwigsburg | Mühle in Betrieb                                            | x                          |
| Ferbermühle                 | Ditzingen       | Ludwigsburg | Gebäude dient als Wohnhaus                                  |                            |
| Talmühle                    | Schöckingen     | Ludwigsburg | Mühle in Betrieb                                            | x                          |
| Glemsmühle                  | Münchingen      | Ludwigsburg | Gebäude dient als Wohnhaus                                  | x                          |
| Sägmühle                    | Hemmingen       | Ludwigsburg | Alte Sägmühle nicht mehr vorhanden, Sägewerk in Betrieb     |                            |
| Hagmühle                    | Hemmingen       | Ludwigsburg | Mühle nicht in Betrieb, aber restauriert                    | x                          |
| Hemmingen Mühle             | Hemmingen       | Ludwigsburg | Nichts mehr vorhanden                                       |                            |
| Stumpenmühle                | Schwieberdingen | Ludwigsburg | Mühle in Betrieb                                            | x                          |
| Bruckmühle                  | Schwieberdingen | Ludwigsburg | Gebäude wird für Veranstaltungen genutzt                    | x                          |
| Neumühle                    | Schwieberdingen | Ludwigsburg | Mahlbetrieb eingestellt                                     | x                          |
| Obere Mühle                 | Markgröningen   | Ludwigsburg | 1993 abgerissen, nichts mehr vorhanden                      |                            |
| Bruckmühle                  | Markgröningen   | Ludwigsburg | Gebäude dient als Wohnhaus                                  |                            |
| Obere Lohmühle              | Markgröningen   | Ludwigsburg | 1937 abgerissen, nichts mehr vorhanden                      |                            |
| Spitalmühle                 | Markgröningen   | Ludwigsburg | Mühle außer Betrieb; Mehlvertrieb                           | x                          |
| Untere Mühle                | Markgröningen   | Ludwigsburg | Stromgewinnung; Gebäude dient als Wohnhaus                  | x                          |
| Walkmühle                   | Markgröningen   | Ludwigsburg | Im 17. Jahrhundert zerstört, 1662 durch Pulvermühle ersetzt |                            |
| Öl- und Lohmühle            | Markgröningen   | Ludwigsburg | Vermutlich um 1800 aufgegeben                               |                            |
| Pulvermühle                 | Markgröningen   | Ludwigsburg | 1787 zur Papiermühle umgebaut                               |                            |
| Papiermühle                 | Markgröningen   | Ludwigsburg | Fabrikgebäude 1971 abgerissen, Wohnhaus restauriert         | x                          |
| Hammerschmiede              | Talhausen       | Ludwigsburg | Gebäude erhalten                                            | x                          |
| Bachmühle                   | Unterriexingen  | Ludwigsburg | Gebäude dient als Wohnhaus                                  | x                          |
| Zichorienmühle Kohl         | Unterriexingen  | Ludwigsburg | Gebäude 1846 abgebrochen, nichts mehr vorhanden             |                            |